# Kyrketjärnet, Bohuslän
Kyrketjärnet är en sjö i Munkedals kommun i Bohuslän och ingår i Örekilsälvens huvudavrinningsområde.